# Saulochköpfchen
Das Saulochköpfchen – alternativ Sauloch-Köpfchen geschrieben – ist ein 477,1 m ü. NHN hoher Berg im Pfälzerwald.

## Geographie

### Lage
Der Berg liegt auf der Waldgemarkung der Stadt Deidesheim weitab von deren Siedlungsgebiet, das sich mehrere Kilometer weiter westnordwestlich befindet. Die Südflanke wird Quaderhang genannt. Entlang seines Ostfußes erstreckt sich das Benjental und entlang seines Südfußes das Silbertal, das vom Mußbach durchflossen wird. Nordwestlich erstreckt sich der Zimmerberg (436,1 m) und südöstlich der Stabenberg (496 m).

### Naturräumliche Zuordnung
1. Großregion 1. Ordnung: Schichtstufenland beiderseits des Oberrheingrabens
2. Großregion 2. Ordnung: Pfälzisch-saarländisches Schichtstufenland
3. Großregion 3. Ordnung: Pfälzerwald
4. Region 4. Ordnung (Haupteinheit): Mittlerer Pfälzerwald
5. Region 5. Ordnung: Haardt

## Bauwerke

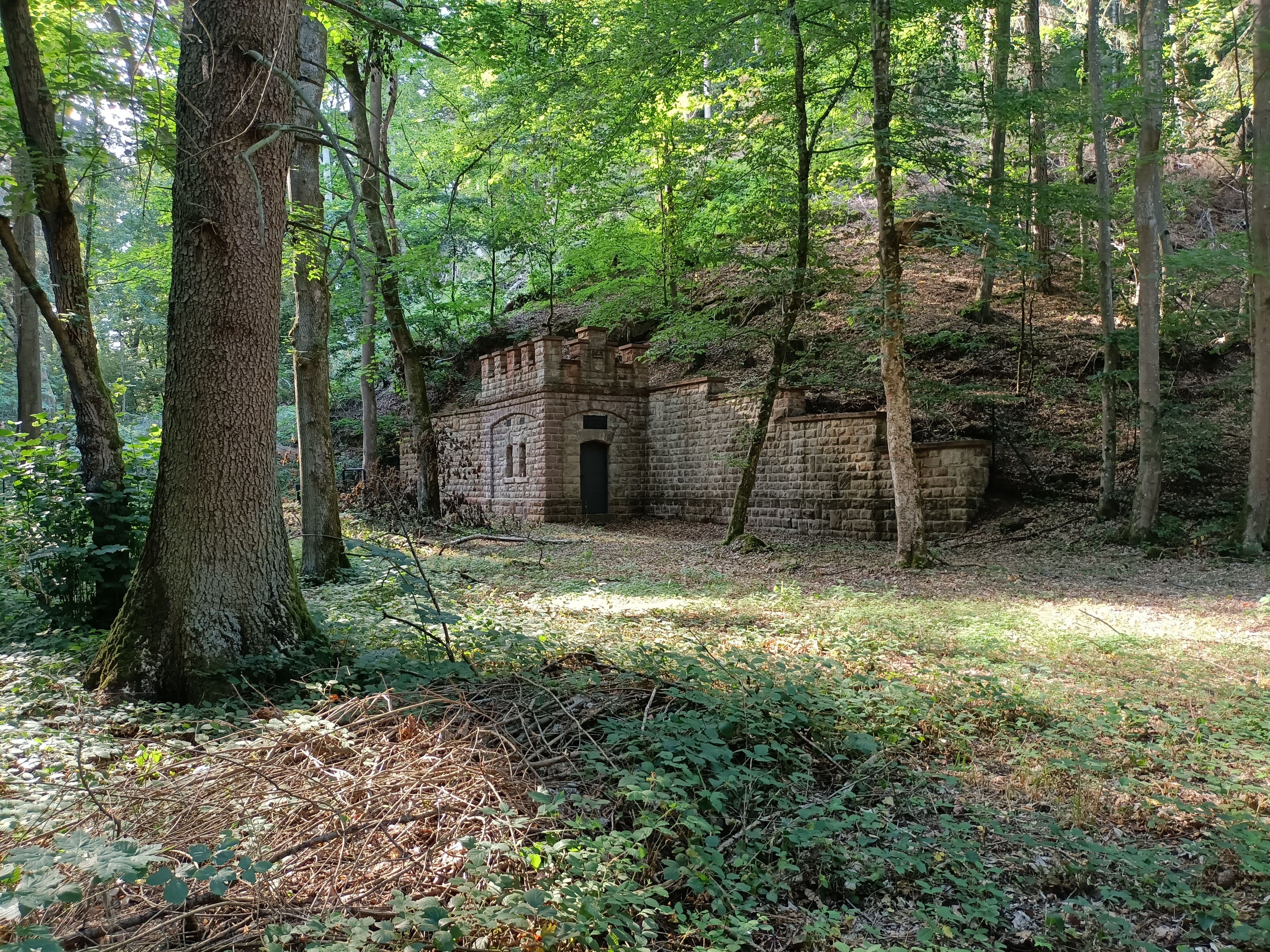
Quaderhangquelle

Am Südostfuß befindet sich die Quaderhangquelle, die einen Teil der Wasserversorgung der Stadt Deidesheim sicherstellt.

## Natur
Am Osthang befindet sich der als Naturdenkmal ausgewiesene Schnokebrunnen, eine gefasste Quelle.

## Geschichte
2018 stellte sich heraus, dass Mountainbike-Fahrer am Berg mehrere illegale Abfahrten und Wegstrecken zur Ausübung ihrer Sportart angelegt hatten.